# Lernaeenicus centropristi
Lernaeenicus centropristi is een eenoogkreeftjessoort uit de familie van de Pennellidae. De wetenschappelijke naam van de soort is voor het eerst geldig gepubliceerd in 1947 door Pearse.